# Thyridanthrax minuta
Thyridanthrax minuta är en tvåvingeart som först beskrevs av Macquart 1849.  Thyridanthrax minuta ingår i släktet Thyridanthrax och familjen svävflugor.
Artens utbredningsområde är Algeriet. Inga underarter finns listade i Catalogue of Life.